# Florin Salam
Florin Salam (né Florin Stoian le 1er octobre 1979 à Bucarest) est un chanteur de manele rom de Roumanie. Au début de sa carrière, il se faisait appeler Florin Fermecătoru (en français : le glamour) et à la fin 2002, il a choisi le nom arabe Salam qui signifie paix.
Durant l'année 2011, il enregistre un titre avec le musicien serbe Goran Bregović sur la chanson Hopa Cupa sur l'album Champagne for the Gypsies qui est écrit en réaction aux répressions que vivent les Roms à travers l'Europe.
En 2015 Florin Salam chante sur le titre Marrakech Saint-Tropez en duo avec le rappeur marseillais L'Algérino, sur un titre original du chanteur bulgare Azis.